# Sonido cuadrafónico

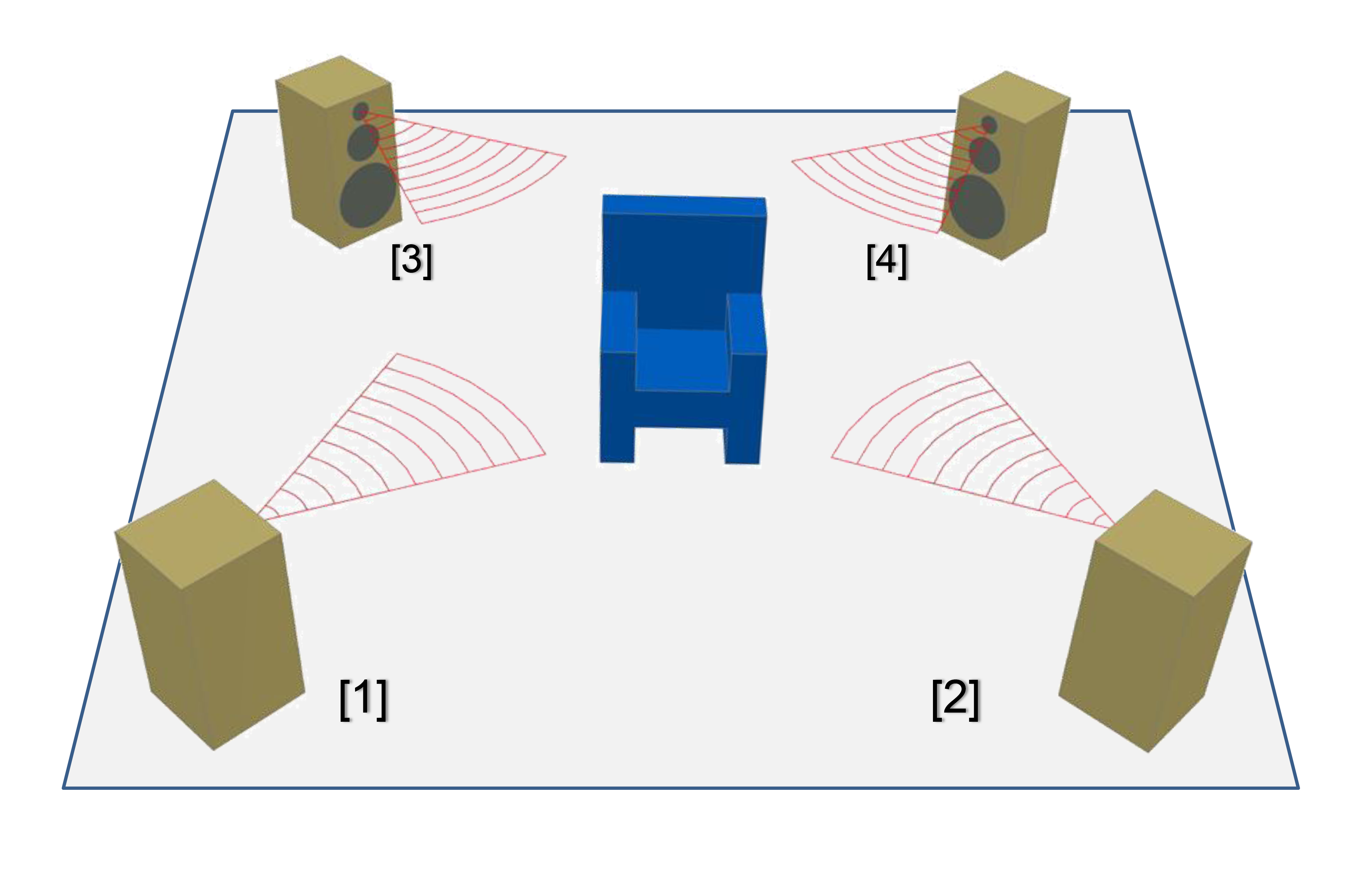
Sonido cuadrafónico: distribución de los cuatro canales independientes [1]: Altavoz delantero derecho [2] Altavoz delantero izquierdo [3]: Altavoz trasero derecho [4] Altavoz trasero izquierdo.

El sonido cuadrafónico, similar a lo que hoy sería un sistema surround 4.0, fue un sistema de sonido reproducido por cuatro canales por medio de sus altavoces independientes colocados a 90° y ubicados en las cuatro esquinas de la sala de escucha. Las señales reproducidas son totalmente (o en gran parte) independientes unas de otras. La cuadrafonía, lanzada por Decca a finales de la década de 1950, fue la primera tecnología de sonido surround de consumo masivo, predecesora de lo que hoy en día se conoce como Dolby Surround. Este formato estuvo vigente entre los años 1969 y 1980. Por casi una década se registraron varios álbumes en este formato.
Comercialmente fue un fracaso debido a diferentes problemas técnicos en su implementación y por incompatibilidades en los formatos. Por un lado, los formatos de audio cuadrafónico eran mucho más caros de producir que un sistema estéreo. Por otro, para su reproducción se requería de amplificadores y decodificadores especiales.

## Historia
Los primeros dispositivos utilizados para la grabación de sonido de 4 canales fueron magnetófonos de bobina abierta analógicos, desarrollados para su uso por ingenieros de audio en estudios profesionales durante la década de 1950 en Alemania por Telefunken y también por Ampex en los Estados Unidos. Tales máquinas aparecieron en algunos estudios europeos de música electrónica en 1954.
Mientras tanto, a mediados de los años 1960 el formato estereofónico comenzó a imponerse sobre el sonido monoaural. Hacia principios de la década de 1970 el consumo de reproductores monoaurales empieza a extinguirse y en el mercado (sobre todo en el de alta fidelidad), se inicia la búsqueda de algo nuevo. Fue así como se encontró en la cuadrafonía un nuevo sistema de reproducción sonora. The Flame y Paranoid fueron los primeros álbumes en este formato.

Diagrama cuadrafónico (Sonido 4.0).

Un sistema sonoro cuadrafónico completo es capaz de reproducir cuatro señales de audio -Left Front (LF), Right Front (RF), Left Back (LB) y Right Back (RB)- a través de cuatro altavoces independientes. Para la reproducción, es necesario que los dos altavoces traseros sean del mismo tamaño o calidad y tengan el mismo (o semejante) rango de frecuencia que los altavoces delanteros.
Uno de los mayores problemas fue la portabilidad desde el estudio hasta el consumidor final. Mientras en las cintas magnéticas se pudo aumentar la capacidad de las pistas de grabación a varios canales de manera relativamente fácil, en el caso de un disco de vinilo esto se complicaba al tener que duplicar la cantidad de canales dentro del surco. La grabación de cuatro canales en cinta magnética tenía además la limitación de poder ser reproducida en una sola dirección. Pese a estos problemas, se insistió en sistemas cuadrafónicos, ya sea creando sistemas matriciales o derivados.

## Técnica y avances
La técnica de reproducción cuadrafónica se puede dividir en tres partes. Cuadrafonía discreta (o real), cuadrafonía matricial y cuadrafonía derivada (o pseudocuadrafonía).

### Formato discreto (4-4-4)
La reproducción discreta es el sistema cuadrafónico original. Como su nombre lo sugiere, en un formato discreto, los cuatro canales de audio pasan por un sistema de transmisión de cuatro canales y son decodificados por un sistema de reproducción de cuatro canales que alimenta a su vez cuatro altavoces. Vale decir, cada canal de audio se mantiene desde el momento de su registro hasta su reproducción en vías o pistas separadas. Para esto es necesario que los formatos de soporte como la cinta magnética o el vinilo sean capaces de leer la información de los cuatro canales registrados. Es definido como un sistema 4-4-4.
Entre principios y mediados de la década del 70 se desarrolló y masificó intensivamente la técnica cuadrafónica, siendo pionera la compañía JVC. JVC diseñó tocadiscos que permitían compatibilizar los dos altavoces delanteros a canales estéreos y activar los altavoces traseros en caso de querer escuchar cuadrafónico, haciendo compatibles así ambos sistemas. Esto era posible por medio de una aguja capaz de captar señales sonoras fuera del espectro auditivo. Los canales posteriores eran transferidos antes del proceso de producción desde el espectro de 20 Hz a 20 kHz al espectro correspondido entre los 30-60 kHz para después poder ser recuperados en la reproducción en caso de ser necesario. Esta técnica fue conocida con el nombre de CD-4 (Compatible Discrete 4), siendo el único método cuadrafónico llevado al mercado.
Otros ejemplos:

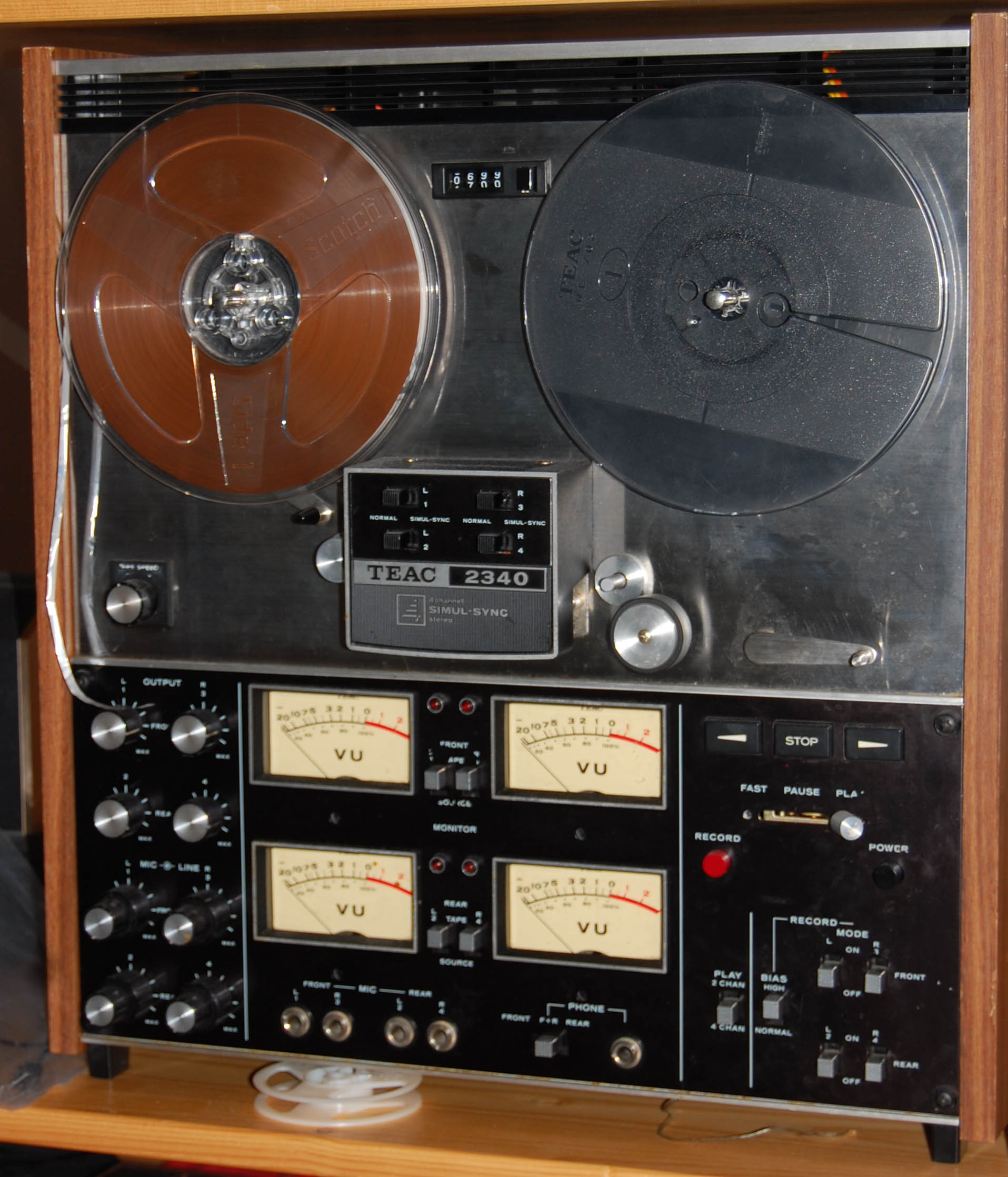
Magnetófono de bobina abierta cuadrafónico TEAC Q4

- Q4 / Quadraphonic Reel to Reel (1969)
- Quad-8 (Q8) / Quadraphonic 8-Track (1970)
- CD-4 (Compatible Discrete 4) / Quadradisc (1972)
- UD-4 / UMX / BMX (1973)

### Formato matricial (4-2-4)
En este sistema, los cuatro canales son codificados y reducidos por medio de complejos métodos electrónicos y matemáticos a dos canales. Estos son transmitidos a través de un medio de transmisión de dos canales (como un disco de vinilo) y decodificados nuevamente a cuatro canales para ser distribuido a los cuatro altavoces. La ventaja de este sistema es que los formatos de soporte ya existentes podían seguir siendo utilizados, siendo necesario solamente un decodificador y amplificador de cuatro canales. 
Para poder transmitir cuatro señales individuales en un sistema estéreo "compatible“, debiera haber cuatro ecuaciones lineales simultáneas que reproduzcan los cuatro canales originales a la salida. El término compatible indica que:
1. Un sistema de un canal (mono) reproducirá los cuatro canales de audio en un solo altavoz.
2. Un sistema de reproducción de dos canales (estéreo) reproducirá las señales de audio LF y el LB en el canal izquierdo, y las señales de audio RF y RB en el canal derecho.

Matemáticamente fue muy difícil lograr un sistema electrónico matricial de buena calidad, rapareciendo diversos problemas de localización en el que las fuentes sonoras al ser reproducidas no parecían estar en la posición correcta.
Así por ejemplo, los sistemas matriciales originales como el DY & EV-4 fueron muy básicos y sufrieron de una muy baja separación L/R frontal (cercano a los 12 dB) y de una muy pobre separación L/R trasera (2 dB). 
En la época aparecieron simultáneamente muchos sistemas de codificación matricial. Estos fueron diseñados principalmente para impresionar al oyente más que para lograr una decodificación adecuada. Además, estos no eran compatibles y compitieron entre ellos (algo similar a lo ocurrido en la década de los 80 con los formatos de video VHS, Betamax y Video2000; véase guerra de formatos). Los potenciales usuarios y consumidores de estos sistemas no se decidieron por ninguno de ellos por el temor de que finalmente no se impusieran. Finalmente y a raíz de los problemas mencionados anteriormente, la cuadrafonía nunca pudo surgir como medio de reproducción sonora masivo.

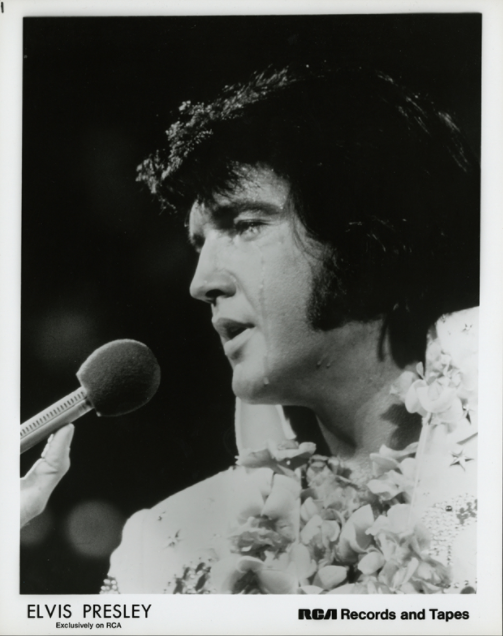
Aloha from Hawaii de Elvis Presley fue el primer álbum cuadrafónico en entrar a los charts del Billboard

Algunos ejemplos de formatos matriciales:
- EV / Stereo-4 (1970)
- DY / Dynaquad (1971)
- QS (Quadraphonic Sound) / RM (Regular Matrix) (1971)
- SQ / Stereo Quadraphonic (1971)
- Matrix H (1977)

### Formatos derivados (2-2-4)
Esta es la designación para grabaciones estéreo reproducidas por medio de cuatro altavoces.
Este tipo de reproducción se transformó en la más normal de aquella época. Muchas compañías como Dual, Marantz, Scan-Dyna o Pioneer ofrecían por ejemplo "Quatro Adapter", que consistía en una distribución de la señal estéreo en los cuatro altavoces. Matemáticamente, la diferencia entre el canal izquierdo y derecho se repetía en los canales traseros pero con su fase invertida.
Sistemas derivados fueron soluciones electrónicas de bajo coste. Sin embargo simplificaban la decodificación incorporando canales traseros ambientales. No hubo ningún intento de localización de fuentes sonoras.

### 4.0 en cine
El sistema cuadrafónico, si bien no tuvo mucho éxito, fue el precursor de la tecnología  Dolby Stereo y 70mm 6-Track Dolby Stereo. Esta se basa en el formato cuadrafónico matricial y es la tecnología estándar de los formatos digitales 5.1, 6.1 y 7.1.
Es importante destacar, que este sistema no tiene su fuerte en la música, sino más bien pone el foco en los sistemas "Home Cinema".